# Mariinskijbaletten
Mariinskijbaletten är en rysk balettensemble vid Mariinskijteatern i Sankt Petersburg.
Baletten, som har anor från 1700-talet, gavs namnet Kirovbaletten efter den mördade politikern Sergej Kirov, men efter kommunismens fall återtog man namnet Mariinskij.
Många av Rysslands främst ballerinor och dansörer har uppträtt vid Mariinskijbaletten, bland andra Olga Preobrazjenskaja, Matilda Ksjesinskaja, Anna Pavlova, Tamara Karsavina, Wacław Niżyński, George Balanchine, Lydia Lopokova, Galina Ulanova, Marina Semjonova, Rudolf Nurejev, Michail Barysjnikov och Svetlana Zakharova.